# Góta Jašiki
Góta Jašiki (japonsky 屋敷 豪太) (* 26. února 1962 Kjóto) je acid jazzový hudebník a bubeník, známý jako člen kapely Simply Red. V Kjótu, kde se narodil, se naučil hrát na tradiční japonské bubny. V roce 1982 se přestěhoval do Tokia, kde začal hrát s reggae/dubovou skupinou Mute Beat.
Na evropskou scénu vstoupil v roce 1986, od té doby spolupracoval s mnoha významnými hudebníky (např. Soul II Soul, Sinéad O'Connor, Seal nebo Alanis Morissettová). Podílí se také na soundtracích k filmům.